# Colmán Már
Colmán Már mac Diarmato (... – 555 o 558) è stato re di Uisnech nel Mide (Irlanda).
Era figlio di Diarmait mac Cerbaill (morto nel 565), che era stato re supremo d'Irlanda e di Uisnech. Gli annali irlandesi non lo menzionano come re, ma compare come tale nelle liste reali del Libro del Leinster. Non si sa quando salì sul treno di Uisnech. Suo padre divenne re supremo nel 544. Fu ucciso sul suo cocchio da Dub Sloit Ua Trena dei Cruithne nel 555 o nel 558. Colmán Már è antenato del Clan Cholmáin, che in seguito dominerà sugli Uí Néill del sud. Tra i suoi figli ci furono i due morto nel died 618). Potrebbe essere identificato con Colmán Bec (morto nel 587). La distinzione tra i due fu fatta nell'VIII secolo.